# Dragan Tomić
Dragan Tomić (in serbo: Драган Томић) (Pristina, 9 dicembre 1935 – 21 giugno 2022) è stato un politico serbo.
Tra i "fedelissimi" di Slobodan Milošević, ricoprì la carica di presidente del Parlamento serbo dal 1º febbraio 1994 al 22 gennaio 2001. Esponente del Partito Socialista di Serbia, fu presidente della Serbia ad interim, rimanendo in carica dal 23 luglio 1997 al 29 dicembre dello stesso anno.